# Arthur Schloßmann

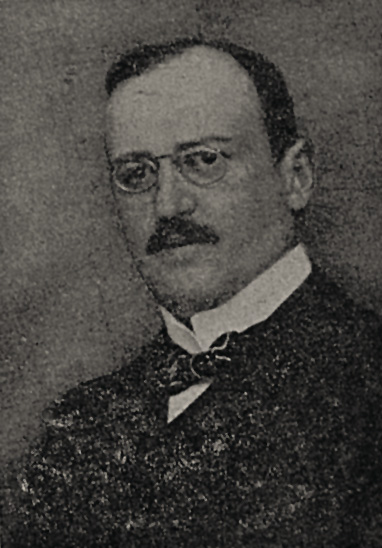
Arthur Schloßmann, 1907

Arthur Schloßmann, auch Arthur Schlossmann (* 16. Dezember 1867 in Breslau; † 5. Juni 1932 in Düsseldorf), war ein deutscher Pädiater und Sozialhygieniker jüdischer Abstammung. Er gründete 1898 in Dresden ein Säuglingsheim und die weltweit erste Spezialklinik für kranke Säuglinge.

## Leben

### Ausbildung und erste Tätigkeit als Arzt
Arthur Schloßmann kam 1867 als Sohn des Kaufmanns Carl Schloßmann und dessen Ehefrau Elise Schloßmann, geborene Wolf, in Breslau zur Welt; er wuchs jedoch in Dresden auf. Schloßmann besuchte ab 1874 die Kreuzschule in Dresden und legte im Jahr 1886 sein Abitur ab. Anschließend studierte er von 1886 bis 1891 Medizin in an der Albert-Ludwigs-Universität Freiburg, der Universität Leipzig, der Schlesischen Friedrich-Wilhelms-Universität Breslau und der Ludwig-Maximilians-Universität München. Schloßmann promovierte 1891 in München und arbeitete als Assistent am 1890 gegründeten Kaiser- und Kaiserin-Friedrich-Kinderkrankenhaus in Berlin.
Im Jahr 1893 kehrte er von Berlin nach Dresden zurück und nahm er seinen Wohnsitz in der Mosczinskystraße 17, wo er täglich Sprechstunden als Spezialarzt für Kinderkrankheiten abhielt.
Am 1. März 1894 eröffnete er eine Poliklinik für Kinder in der Pfotenhauerstraße 26, die „armen, kranken Kindern unentgeltlich ärztliche Behandlung, im Falle der Noth auch freie Arzneimittel und Heilmittel“ gewährte. Das Ziel war eine Senkung der Säuglingssterblichkeit durch Intensivierung der poliklinischen Betreuung und Verbesserung der Säuglingsernährung. Der ordinierende Arzt wurde dabei von Albertinerinnen (später Rot-Kreuz-Schwestern genannt) unterstützt.
Am 20. März 1897 gründete Schloßmann in der Johannstadt in Zusammenarbeit mit Ärzten und Dresdner Bürgern den Verein Kinderpoliklinik mit Säuglingsheim in der Johannstadt. Dieser führte die Praxis an der Pfotenhauerstraße fort und ermöglichte eine Erweiterung und finanzielle Absicherung der Versorgung. Am 1. August 1898 gründete der Verein die erste Säuglingsklinik der Welt an der Arnoldstraße 1 in Dresden. In diesem ersten Säuglingsheim Dresdens wurden erstmals Wärmeeinrichtungen zur Versorgung von Frühgeburten, die Vorläufer von Inkubatoren, eingesetzt.  Diese war eine Vorgängereinrichtung der heutigen Kinderklinik am Universitätsklinikum Carl Gustav Carus Dresden.
Arthur Schloßmann arbeitete ab 1893 in der Chemischen Abteilung der Technischen Hochschule Dresden, wo er Säuglingsnahrung bezüglich der Hygiene der Bestandteile untersuchte und Säuglingskrankheiten erforschte. Im Jahr 1897 richtete Schloßmann ein Laboratorium für Ernährungsphysiologie ein und produzierte Säuglingsfertignahrung. Als Erster in Deutschland forderte und praktizierte er den ausschließlichen Einsatz von Frauenmilch als Ernährung kranker Säuglinge. 1898 habilitierte er sich an der Fakultät für physiologische Chemie und allgemeine Physiologie der Technischen Hochschule Dresden mit dem Thema Einige bedeutungsvolle Unterschiede zwischen Kuh- und Frauenmilch in chemischer und physiologischer Beziehung, mit besonderer Berücksichtigung der Säuglingsernährung. Anschließend hielt er Vorlesungen an der Hochschule. Am 4. April 1902 wurde er zum außerordentlichen Professor ernannt.
Im Jahr 1904 zogen die Kinderpoliklinik und das Säuglingsheim in einen Neubau im Osten der Stadt (Wormser Straße 4); Schloßmann wurde Direktor beider Einrichtungen. Eng verbunden war er auch mit Karl August Lingner, einem Förderer der hygienischen Volksbelehrung, denn Schloßmann arbeitete an fast allen von Lingner geschaffenen gemeinnützigen Einrichtungen mit. Lingner und Schloßmann waren beide Mitglied im 1899 gegründeten Deutschen Verein für Volkshygiene, der von Lingner als der kraftvollste Bahnbrecher der Sozialhygiene bezeichnet wurde. Im Jahr 1907 musste jedoch die Stadt Dresden das Säuglingsheim (ausgenommen die Poliklinik) aufgrund finanzieller Schwierigkeiten übernehmen; die Leitung übernahm die Verwaltung des Stadtkrankenhauses Dresden-Johannstadt. Bis 1917 war Hans Rietschel Leiter des Städtischen Säuglingsheims.

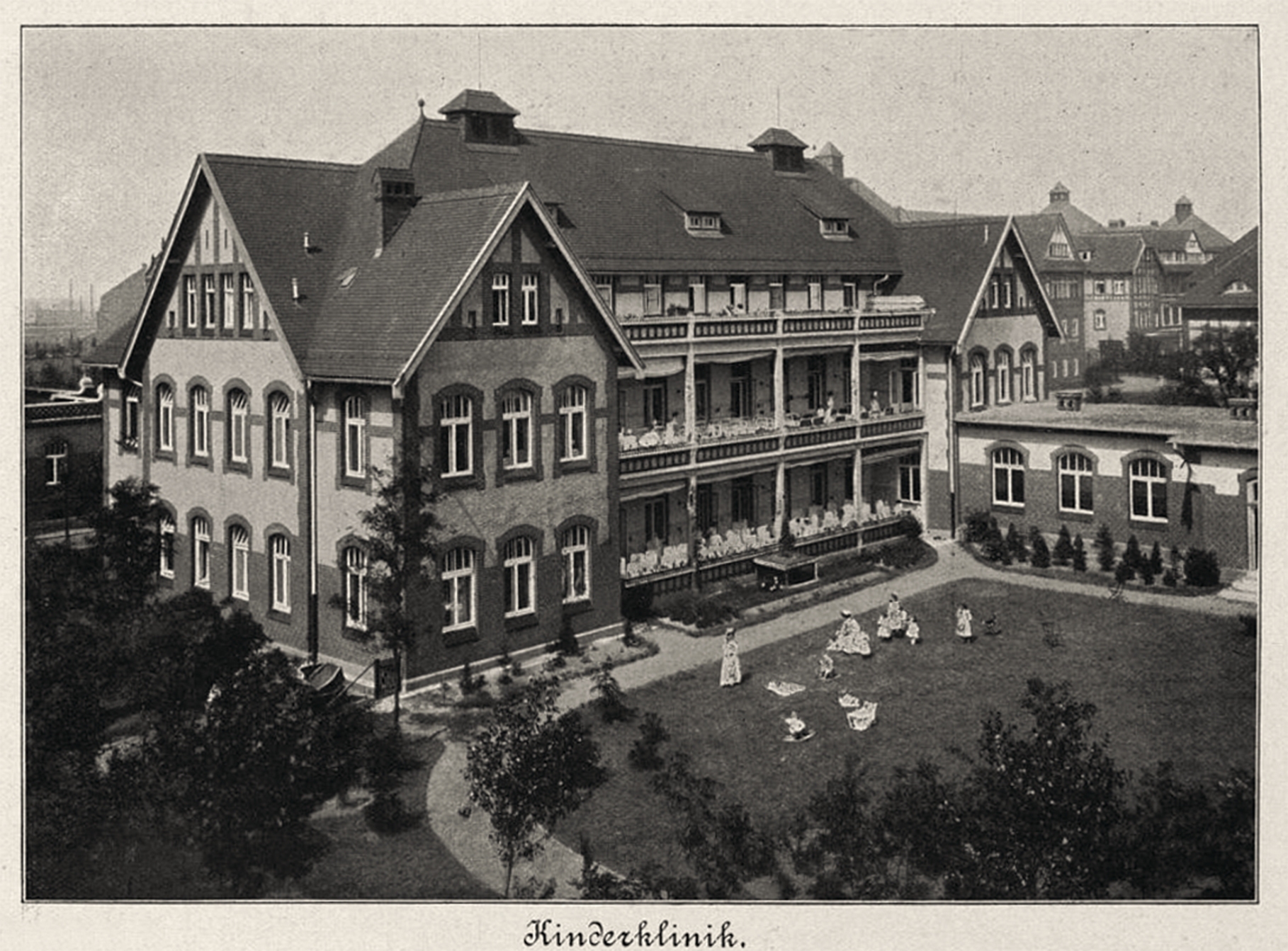
Kinderklinik der Städtischen Krankenanstalt (1908)

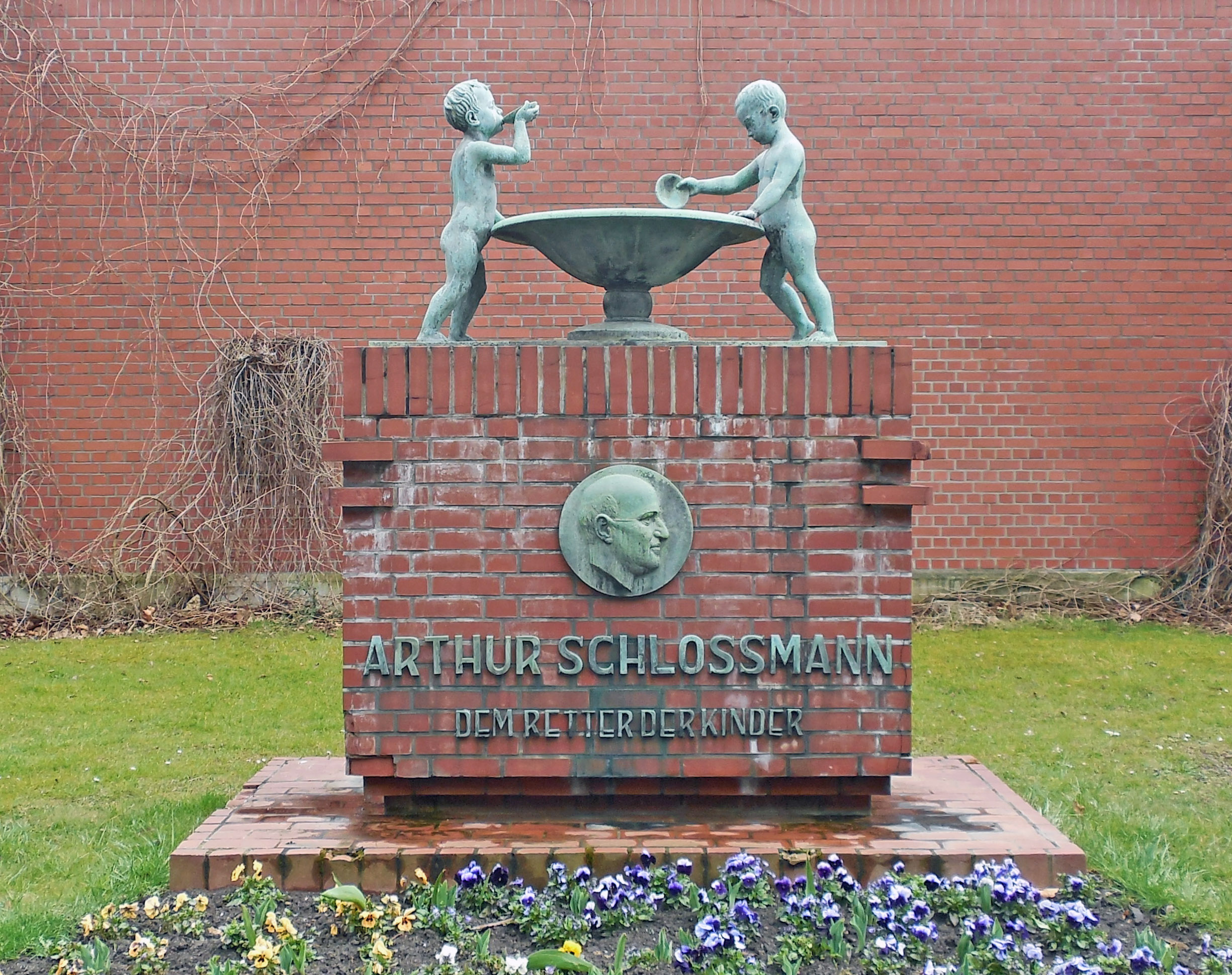
Denkmal für Arthur Schloßmann am Universitätsklinikum Düsseldorf von Ernst Gottschalk – Inschrift: „Dem Retter der Kinder“

Von 1906 bis 1932 war Schloßmann Ordinarius für Kinderheilkunde an der neu gegründeten Akademie für praktische Medizin in Düsseldorf. Ab 1909 leitete er dort auch die Infektionsklinik und forschte über Tuberkulose, Masern, Scharlach und Diphtherie. Daneben war Schloßmann stellvertretender Direktor der Städtischen Krankenanstalten Düsseldorf sowie Direktor der Kinderklinik der Städtischen Krankenanstalt und ärztlicher Leiter des Städtischen Kinder-Pflegehaus Ratinger Straße 9/13, das 1920 in die vormalige Departemental-Irrenanstalt einzog. Am 30. Mai 1923 erfolgte die Ernennung zum ordentlichen Professor für Kinderheilkunde der Medizinischen Akademie Düsseldorf.
1907 initiierte Schloßmann zusammen mit hohen Regierungsbeamten die Gründung des Vereins für Säuglingsfürsorge im Regierungsbezirk Düsseldorf. Zu dem Aufgaben des Vereins gehörten Fortbildung für Ärzte, Forschung zur Einrichtung hygienischer Kuhställe zur Gewinnung keimarmer Säuglingsmilch, die Einrichtung von Fürsorgestellen und die Ausbildung von Säuglingspflegerinnern und Fürsorgerinnen. Daraus entstand die Berufsgruppe der Fürsorgerinnen, die den Gesundheitszustand einer ganzen Familie im Blick haben sollte.
Von 1919 bis 1921 war er für die Deutsche Demokratische Partei Mitglied der Verfassunggebenden Preußischen Landesversammlung.

### Späte Jahre
1925/1926 organisierte Arthur Schloßmann den Gesundheits- und Sozialteil der von Mai bis Oktober 1926 in Düsseldorf stattfindenden Großen Ausstellung für Gesundheitspflege, soziale Fürsorge und Leibesübungen (GeSoLei). 1926 initiierte er auf Anregung von Oskar von Miller das Reichsmuseum für Gesellschafts- und Wirtschaftskunde. Im gleichen Jahr wurde er zum Mitglied der Deutschen Akademie der Naturforscher Leopoldina gewählt. Im Mai 1927 wurde er in den Vorstand des Fünften Wohlfahrtsverbands (später Paritätischer Wohlfahrtsverband) auf Reichsebene gewählt und gleichzeitig zum Vorsitzenden des Provinzialverbands Rheinland als Regionalgruppe des Fünften Wohlfahrtsverbands. Er behielt diese Ämter bis zu seinem Tod. Im Juni 1932 wurde Schloßmann zum Ehrenbürger der Medizinischen Akademie Düsseldorf ernannt.

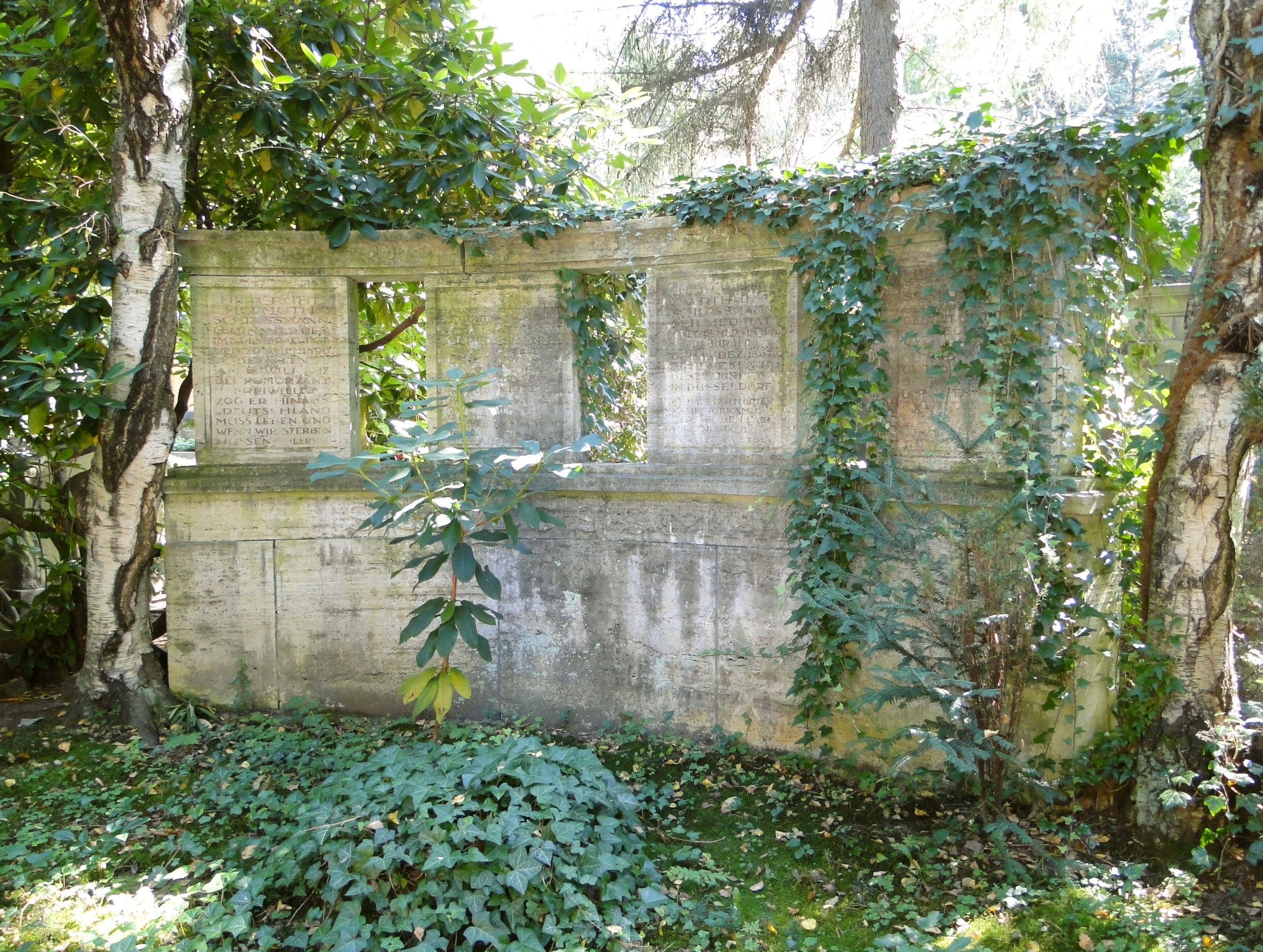
Grab Arthur Schloßmanns auf dem Waldfriedhof Weißer Hirsch

Nach seinem Tod im Jahr 1932 in Düsseldorf wurde Arthur Schloßmann auf dem Waldfriedhof Weißer Hirsch in Dresden beigesetzt.

### Sammlung von Moulagen
Schloßmann besaß auch eine beachtliche Sammlung von Moulagen zur Ausbildung von Säuglingsschwestern, welche später im Ausstellungskonzept des Deutschen Hygiene-Museums eine große Rolle spielten.

## Familie
Arthur Schloßmann heiratete am 5. Juni 1893 Clara Bondi (1871–1926), die der jüdischen Anwaltsfamilie des Kommerzienrats Bondi in Dresden entstammte und Dozentin für Krankenkassen- und Versicherungswesen sowie Abgeordnete in Düsseldorf war. Clara Schloßmann war Mitbegründerin des „Deutschen Verbandes für Hauspflege“ in Düsseldorf, als dessen Vorsitzende zugleich Vorstandsmitglied des „Bundes Deutscher Frauenvereine“. Ihr ältester Sohn war Hans Schlossmann (1894–1956), Mediziner und Pharmakologe,
ihre Tochter Erna (1895–1998), Kinderärztin und Sozialhygienikerin, heiratete Albert Eckstein (1891–1950), den ehemaligen Rektor der Kinderklinik Düsseldorf bis 1932. Der jüngste Sohn war Hellmuth (1896–1917), gefallen im Ersten Weltkrieg.
Im Nachlassarchiv der Universitäts- und Landesbibliothek (ULB) der Heinrich-Heine-Universität Düsseldorf sind Briefe und Sonderdrucke Schloßmanns archiviert. Ein Teil des Nachlasses von Arthur und Clara Schloßmann findet sich im ebenfalls dort aufbewahrten Nachlass Eckstein nebst biografischem Abriss an der Universität Düsseldorf.

## Ehrungen
Im März 1996 wurde auf dem Gelände des Universitätsklinikums Düsseldorf eine neue Kinderklinik eröffnet, die den Namen „Schlossmannhaus“ erhielt. Alle bettenführenden Stationen und Bereiche für Kinder- und Jugendmedizin konnten aus den bisherigen Altbauten in das neu errichtete Zentrum ziehen und sind seitdem unter einem Dach zusammengefasst.
In der Tageszeitung „Dresdner Neueste Nachrichten“ wurde Arthur Schloßmann im Jahr 2000 zu einem der „100 Dresdner des 20. Jahrhunderts“ gewählt.

## Schriften
- Die Pflege des Kindes in den zwei ersten Lebensjahren. (= Veröffentlichungen des Deutschen Vereins für Volks-Hygiene, Heft 13.) Berlin 1907. / 5., neu durchgesehene Auflage, R. Oldenbourg, München / Berlin 1912. (Digitalisat bei der Universitäts- und Landesbibliothek Düsseldorf)
- (mit A. Gottstein und Ludwig Teleky): Handbuch der sozialen Hygiene. 6 Bände, Berlin 1925–1927.